# William MacGillivray
William MacGillivray (Aberdeen, 25 gennaio 1796 – Aberdeen, 4 settembre 1852) è stato un naturalista e ornitologo britannico.
MacGillivray nacque ad Aberdeen ma crebbe ad Harris. Fece ritorno ad Aberdeen per studiare medicina presso il King's College.
Nel 1823, divenne professore assistente di storia naturale all'università di Edimburgo. Dal 1831 fu conservatore del museo della Royal Society of Surgeons, sempre a Edimburgo, e dal 1841 professore di storia naturale al Marischal College di Aberdeen.
Morì ad Aberdeen e fu seppellito al cimitero dell'Edinburgh's New Calton.
MacGillivray fu amico di John James Audubon e partecipò attivamente alle sue Ornithological Biographies dal 1830 al 1839.

## Elenco parziale delle pubblicazioni
- 1833: A Biography of Alexander von Humboldt.
- 1834: Lives of eminent zoologists from Aristotle to Linnaeus.
- 1835: A Systematic Arrangement of British Plants.
- 1838: A History of British Quadrupeds (Chatto & Windus, Londres) – Copia digitale disponibile su Internet Archive.
- 1840: A manual of botany, comprising vegetable anatomy and physiology, or, The structure and functions of plants, with remarks on classification (A. Scott, London) – Copia digitale disponibile su Internet Archive.
- 1843: A History of the Molluscous Animals of Aberdeen, Banff and Kincardine.
- 1840-1842: A manual of British ornithology: being a short description of the birds of Great Britain and Ireland... (Scott, Webster, and Geary, London) – Copia digitale disponibile su Internet Archive.
- 1837-1852: A History of British Birds, indigenous and migratory, in cinque volumi.
- 1843: A history of the molluscous animals of the counties of Aberdeen, Kincardine and Banff, to which is appended an account of the cirripedal animals of the same district – Copia digitale disponibile su Internet Archive.
- 1844: History of the molluscous animals of Scotland (London) – Copia digitale disponibile su Internet Archive.
- 1846: Manual of British birds: including the essential characteristics of the orders, families, genera, and species (Adam Scott, London) – Copia digitale disponibile su Internet Archive.
- 1855: Natural History of Deeside and Braemar, pubblicato postumo.